# نحن نثق بالله (مسرحية)
نحن نثق بالله هي مسرحية كتبها آفيس محمد. وهو موجود في معتقل خليج غوانتانامو ويستخدم هذه البيئة لاستكشاف أفكار الإمبريالية الأمريكية وكذلك الانقسامات الفلسفية داخل الإسلام من خلال شخصياته المركزية، سار فراز وحمزة.

## الطاقم
يشمل طاقم المسرحية جيري ستونر في دور حمزة واسف خان في دور سار فراز  وروكس شهدي  يلعب دور حارس السجن.

## جولة المسرحية
- قامت شركة منتجات بيشكار[3] بعرض هذه المسرحية في الأماكن التالية في عام 2005 :
- مسرح لورانس باتلي؛ 1 و 2 اذار/مارس.
- مسرح هاوث ، كراولي؛ 4 و 5 اذار/مارس.
- مسرح البوابة (تشيستر)؛ 10-12اذار/ مارس.
- مسرح أولدهام كوليزيوم؛ 7-9 نيسان/أبريل.
- مسرح أوكتاغون، بولتون؛  12و 13 نيسان/أبريل.
- مسرح الاتصال؛ 18-21 نيسان/أبريل.
- الطبل (مركز الفنون)؛ 22 و 23 نيسان/أبريل.
- مركز دارلينجتون للفنون؛ 26 نيسان/أبريل.
- مسرح الطاحونة، برادفورد؛ 29 و 30 نيسان/أبريل.[5]